# Domingos Gonçalves
Pour les articles homonymes, voir Gonçalves.
Maciel Gonçalves est un nom portugais ; le premier nom de famille (d'usage facultatif) est Maciel et le second est Gonçalves.
Domingos André Maciel Gonçalves, né le 13 février 1989 à Barcelos, est un coureur cycliste portugais. Son frère jumeau, José, est également cycliste.

## Biographie
Domingos Gonçalves commence sa carrière professionnelle dans l'équipe continentale Onda en 2012.
En 2013, il rejoint son frère jumeau au sein de la formation française La Pomme Marseille 13. À la fin de la saison 2014, le site internet du quotidien La Provence annonce que le contrat du coureur portugais n'est pas prolongé par les dirigeants de cette équipe.
Il retourne courir au Portugal en 2015 et signe un contrat avec Efapel. En 2016, il rejoint l'équipe Caja Rural-Seguros RGA. Dès la fin de la saison, il quitte Caja Rural pour l'équipe continentale Rádio Popular-Boavista, où il court pendant deux saisons avant de retourner chez Caja Rural en 2018. Il obtient ses seules victoires à domicile, avec trois titres de champion du Portugal et une étape du Tour du Portugal 2018.
Le 12 décembre 2019, il est suspendu après avoir été notifié d'une violation des règles antidopage pour usage d'une substance prohibée  détectées dans son passeport biologique, sur la base d'anormalités de 2016 et 2018. Il est aussitôt licencié par son équipe. En février de la même année, son ancien coéquipier Jaime Roson avait été suspendu quatre ans pour les mêmes raisons. Ces deux cas étant survenus au cours d’une période de douze mois, l'équipe Caja Rural-Seguros RGA risque une suspension pour une durée allant de 15 jours à 45 jours. Elle n'est finalement pas suspendue après que la commission de discipline de l'UCI ait écouté les explications données par la formation espagnole. En janvier 2021, il est annoncé que Gonçalves est suspendu quatre ans jusqu'au 12 décembre 2023.

## Palmarès et résultats

### Palmarès par année
- 2009
  - 3e du Tour des Terres de Santa Maria da Feira
  - 3e du Grand Prix de Mortágua
- 2010
  - Grand Prix de Mortágua
- 2011
  - 1re étape du Grand Prix Abimota (contre-la-montre par équipes)
  - 2e du championnat du Portugal sur route espoirs
  - 3e du Tour du Portugal de l'Avenir
- 2013
  - 2e étape du Tour du Portugal de l'Avenir
  - 2e du championnat du Portugal du contre-la-montre
  - 2e du Circuit de Nafarros
  - 3e de la Coupe du Portugal
- 2017
  -  Champion du Portugal du contre-la-montre
  - Troféu Oliveira de Azeméis
  - Circuito de São Bernardo
  - 3e de la Clássica da Primavera
  - 3e du Grande Prémio do Dão
  - 3e du Mémorial Bruno Neves
- 2018
  -  Champion du Portugal sur route
  -  Champion du Portugal du contre-la-montre
  - Clássica da Primavera
  - 6e étape du Tour du Portugal
  - Circuito de São Bernardo
  - Circuit de Malveira
  -  Médaillé d'argent du contre-la-montre des Jeux méditerranéens
  - 3e du Circuito Póvoa da Galega
- 2019
  - 2e du championnat du Portugal du contre-la-montre

### Résultats sur les grands tours

#### Tour d'Espagne
1 participation
- 2019 : abandon (14e étape)

### Classements mondiaux
| Année           | 2013   | 2014 | 2015 | 2016   | 2017 | 2018 |
| --------------- | ------ | ---- | ---- | ------ | ---- | ---- |
| UCI Asia Tour   |        | 150e |      |        |      |      |
| UCI Europe Tour | 1 009e | 838e |      | 1 293e | 698e | 154e |